# Клара Понсаті
Клара Понсаті і Обіолс (кат. Clara Ponsatí i Obiols; нар.) — каталонська економістка з Іспанії, призначена радником з питань освіти Женералітату Каталонії колишнім президентом Карлесом Пучдемонтом 14 липня 2017 р. У 2019 році було висунуто ордер на екстрадицію для повернення її з Шотландії до Іспанії, оскільки її звинуватили в заколоті через її роль у спробі зробити Каталонію незалежною.

## Життєпис
Народилася у 1957 році у Барселоні. Закінчила економічний факультет Барселонського університету (1980). Отримала ступінь магістра в галузі економіки у Барселонському автономному університеті (1982) і докторський ступінь на кафедрі економіки Університету Міннесоти у 1988 році (Міннеаполіс, США).
Кілька років працювала викладачкою економіки. У 2006—2012 роках працювала професором економіки Інституту економічного аналізу Вищої ради з наукових досліджень Іспанії. Читала лекції як запрошений професор в університетах Торонто, Сан-Дієго і Джорджтауна. З січня 2016 року працює директором школи економіки і фінансів в Університеті Сент-Ендрюс (Шотландія).
З середини 2016 року є членкинею Національного секретаріату Каталонської національної асамблеї. 14 липня 2017 року призначена міністром освіти Каталонії.
Підтримала проведення референдуму за незалежність Каталонії. У зв'язку з цим щодо неї відкрито кримінальне розслідування у Генеральній прокуратурі Іспанії за звинуваченням у сепаратизмі. 28 жовтня Клара Понсаті подала у відставку з посади міністра.
30 жовтня Понсаті з Карлесом Пучдемоном та чотирма іншими каталонськими урядовцями виїхали у Брюссель, щоб уникнути арешту в Іспанії. 5 грудня Верховний суд Іспанії видав європейський ордер на арешт і видачу Пучдемона і його соратників. Понсаті в ордері не зазначена.
21 грудня 2017 року обрана депутатом у Парламент Каталонії, але повернутися в Іспанію не наважилася. Клара Понсаті відновилася на посаді професора в Університеті Сент-Ендрюса.
24 березня 2018 року Верховний суд Іспанії видав європейський ордер на арешт та видачу Понсаті за звинуваченням у заколоті. 28 березня вона добровільно здалася поліції Шотландії.
5 листопада 2019 року було видано ще один європейський ордер на арешт.  Наступного дня ордер було повернуто до Іспанії для уточнення. Нарешті попереднє слухання відбулося 14 листопада 2019 року, після чого її випустили під заставу та дозволили залишити свій паспорт, і вона мала постати перед судом 12 грудня 2019 року.  Понсаті стала членкинею Європейського парламенту після Brexit, оскільки Іспанія було виділено п'ять місць, звільнених Великобританією. Процедуру екстрадиції було згодом призупинено, оскільки Единбурзький суд вважав, що новий статус Понсаті забезпечує їй імунітет.
Під час пандемії коронавірусу 2019—2020 рр. її твіт «З Мадрида в небо» викликав деякі суперечки, його називали бездушним та мстивим.

## Доробок
- Стабільність багаторівневого уряду; Енрікета Арагонес; Клара Понсаті; Вища школа економіки Барселони, липень 2019 р
- Меритократія, егалітаризм і стабільність мажоритарних організацій ; Сальвадор Барбера; Кармен Бевіа; Клара Понсаті; Ігри та економічна поведінка, лютий 2015 р., 91:237-257
- Багатопроблемні переговори та аксіоматичні рішення; Клара Понсаті; Джоел Ватсон; Публікація: Каліфорнійський університет, Сан-Дієго. кафедра економіки; (Каліфорнія)
- L'endemà; від Клари Понсаті та інш. ; Pub.: [Barcelona] Massa d'Or Produccions Coroporació Catalana de Mitjans Audiovisuals DL 2014
- Фон Нейман i la teoria de jocs; Понсаті, Клара; Опубл.: 2010-03-11T09:25:00Z 2010-03-11T09:25:00Z 2010-02-24
- Медіація необхідна для ефективних переговорів; Клара Понсаті Обіолс; Йожеф Сакович; Universitat Autònoma de Barcelona Departament d'Economia i d'Història Econòmica; Публікація: Barcelona Universitat Autònoma de Barcelona, Departament d'Economia i d'Història Econòmica 1992.
- El Finançament de les comunitats autonomes: comparació internacional; Клара Понсаті Обіолс; Institut d'Anàlisi Econòmica.; Автономний університет Барселони — 1990 рік.
- Пошук і торг на великих ринках з однорідними трейдерами; Клара Понсаті; Публікація: Contributions in Theoretical Economics, v4 n1 (2004/2/9); Публікація: Walter de Gruyter eJournals
- La financiación de la Comunidades autónomas: comparación internacional; Клара Понсаті і Обіолс; Публікація: Revista de economia publica, 1991, 12, стор. 65–10